# Alfa Romeo 20-30 HP
Der Alfa Romeo 20-30 HP, zuvor A.L.F.A. 20-30 PS, war ein Pkw von Alfa Romeo, zuvor von der Società Anonima Lombarda Fabbrica Automobili.

## Beschreibung
Das Unternehmen brachte dieses Modell der oberen Mittelklasse 1914 als Nachfolger ihres mittleren Modells 24 HP auf den Markt. Konstrukteur war Giuseppe Merosi. Ein Vierzylinder-Reihenmotor mit 100 mm Bohrung, 130 mm Hub und 4084 cm³ Hubraum leistete 36 kW (49 PS). Er war vorne im Fahrzeug montiert und trieb die Hinterachse an. Das Getriebe hatte vier Gänge. Die Maße des Fahrgestells entsprachen mit 320 cm Radstand und 145 cm Spurweite dem Vorgängermodell in dessen letzter Ausführung. Zur Wahl standen Tourenwagen und Limousine. Der Tourenwagen wog 1000 kg. Die Höchstgeschwindigkeit betrug 115 km/h. Das Fahrgestell kostete 1914 12.000 Lire und 1920 30.000 Lire.
Am 23. November 1919 änderte sich der Markenname von A.L.F.A. auf Alfa Romeo. 1920 endete die Produktion. Nachfolger wurde der 20-30 ES Sport.
Zwischen 1910 und 1920 wurden vom Vorgängermodell 24 HP sowie dem 20-30 HP zusammen 682 Fahrzeuge hergestellt.

## Produktionszahlen Alfa Romeo 20-30 HP
Gesamtproduktion Alfa Romeo 20-30 HP insgesamt 380 Fahrzeuge
| Jahr                | 1914 | 1915 |  | 1920 | Summe |
| ------------------- | ---- | ---- |  | ---- | ----- |
| Alfa Romeo 20-30 HP | 100  | 185  |  | 95   | 380   |